# الخطايا السبعة المميتة وآخر أربعة أشياء
الخطايا السبعة المميتة وآخر أربعة أشياء هي اسم للوحة زيتية رسمها الرسام الهولندي هيرونيموس بوش في حوالي سنة 1500 تصور الخطايا السبعة المميتة للإنسان من الغضب والحسد والطمع والجشع والكسل والشهوة والغرور، كما تصور اللوحة آخر 4 أحداث لحياة الإنسان الروحية في العقيدة المسيحية من الموت والمحاسبة إما لدخول الجنة أو الجحيم وفي وسط اللوحة تتواجد دائرة تمثل عين الله يتوسطها المسيح الذي يقوم من قبره وتحته كتابة باللاتينية Cave cave dominus videt أي إحذر إحذر الله يراقب، تتواجد هذه اللوحة حالياً في متحف ديل برادو في مدينة مدريد في إسبانيا. تم رسم هذه اللوحة في بلجيكا وثم تم جلبها إلى إسبانيا في عصر الملك فيليب الثاني في سنة 1474 ووضعت في قصر الإسكوريال.

## المحتوى
- جشع (gula): يظهر فيها شخص سمين وسكران يأكل ويشرب من دون يترك أي شئ لأبنه
- كسل (acedia): يظهر رجل كسول وهو نائم ويظهر له في الحلم راهبة تذكره بأن يصلي
- الشهوة (luxuria): يظهر بها رجل وامرأة ومعهم مهرجين يمتعونهما.
- غرور (superbia): وتظهر إمراة تنظر إلى المرأة وإذ وهي ترى الشيطان.
- الغضب (Ira): وتظهر بها إمراة تحاول إيقاف عراك بين فلاحين.
- حسد (Invidia): ويظهر بها شخصين يقومان بالنظر لرجل غني مع حماله الذي يحمل حقيبة ثقيلة على ظهره.
- الطمع (Avaricia): ويظهر بها قاضي يستمع إلى قضية شخص ويتجاهل قضية شخص آخر.

في اللوحة أيضاً تظهر أربعة أشكال تمثل موت الإنسان الخاطئ وتظهر محاسبته على ما فعله في حياته في رسم تظهر دخوله الجنة مع المسيح وقديسيه حيث يقف القديس بطرس على باب الجنة ليقبل دخول الأبرار، وفي الجحيم تظهر صورته مع الشياطين حيث يعذب من قبلهم.

## التفاصيل

### الخطايا السبعة المميتة

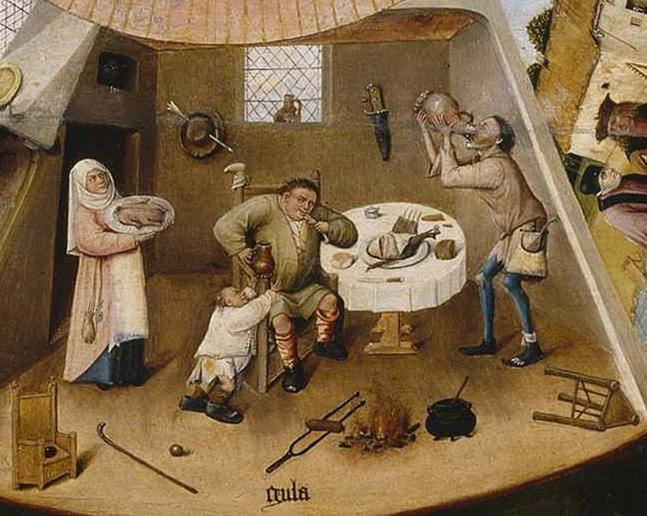
جشع (Gula)
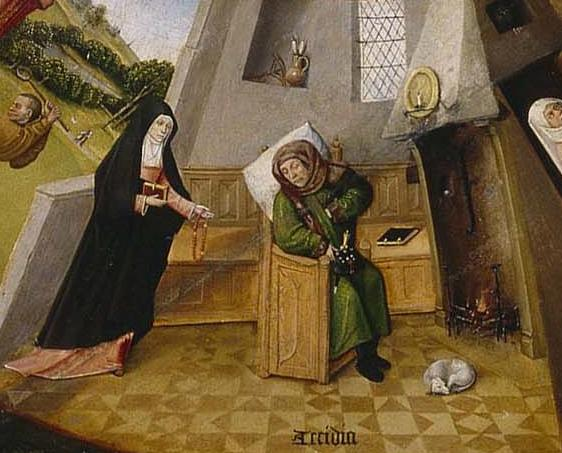
كسل (Accidia)
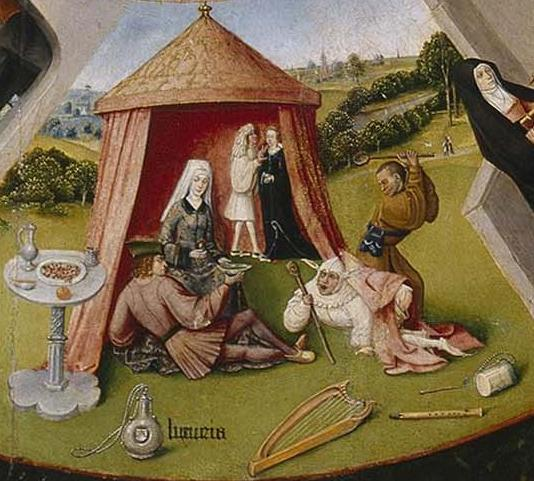
شهوة (Luxuria)
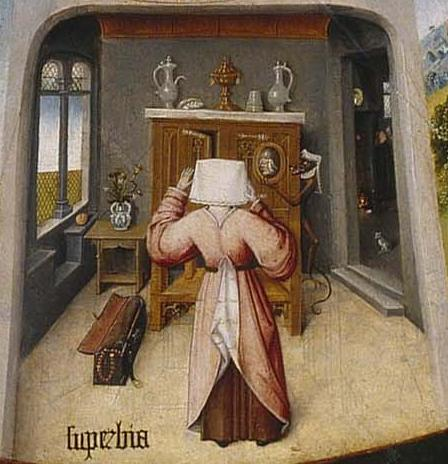
غرور (Superbia)
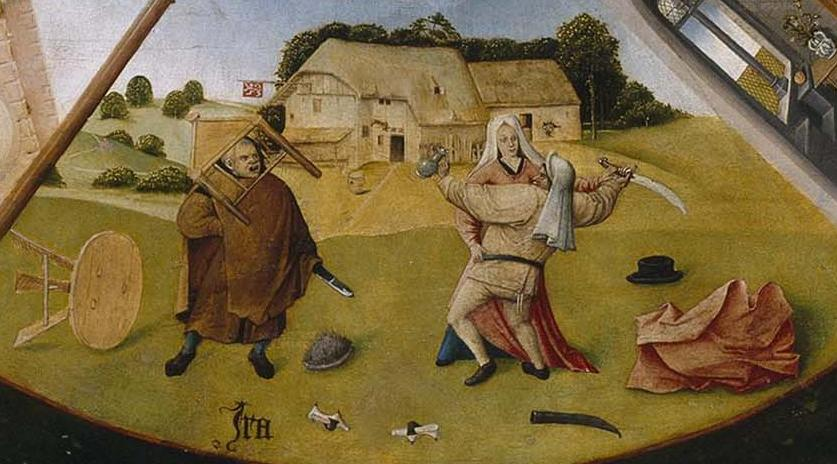
غضب (Ira)
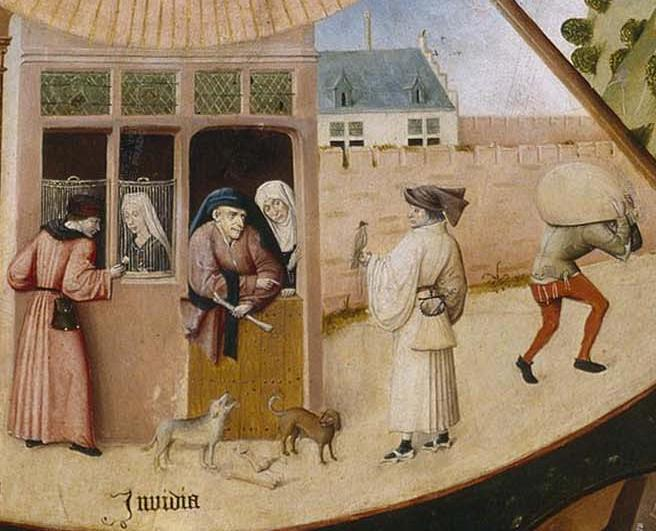
حسد (Invidia)
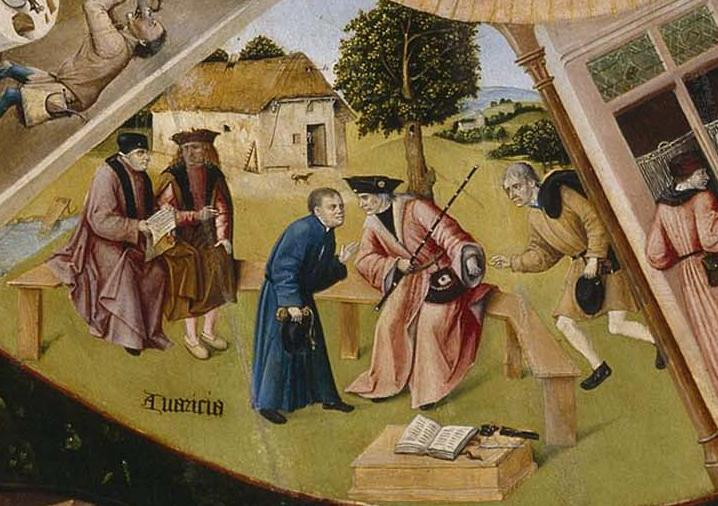
طمع (Avaricia)

### آخر أربعة أشياء

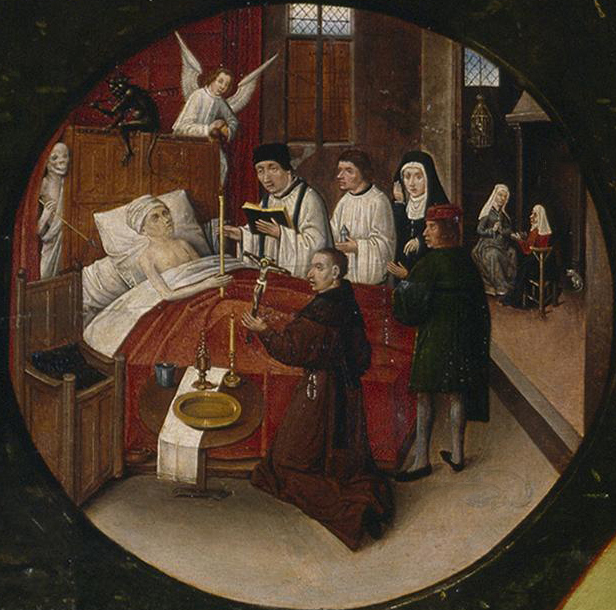
“موت الخاطئ”, وتواجد الملاك والشيطان
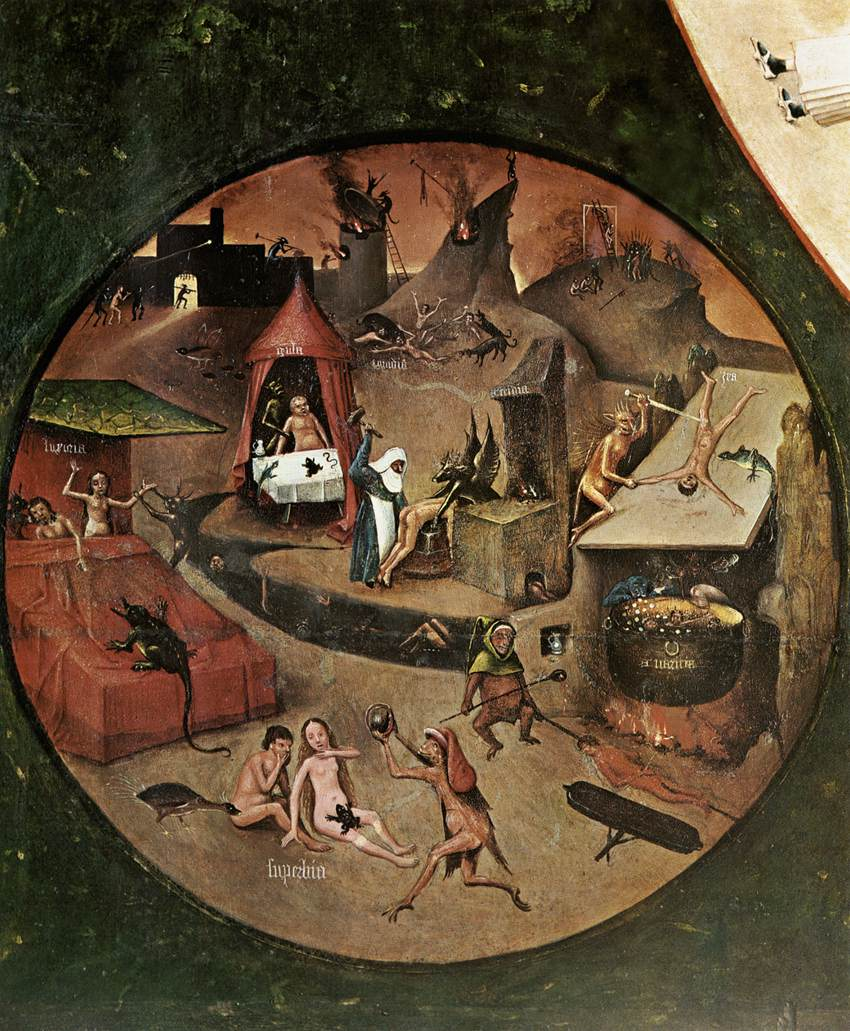
“الجحيم” ودينونة الخطايا السبعة المميتة.
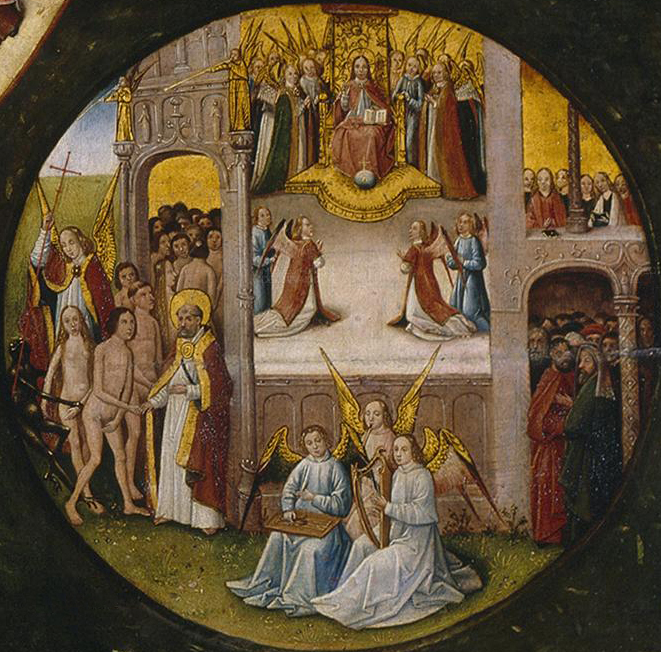
“المجد” أو الجنة
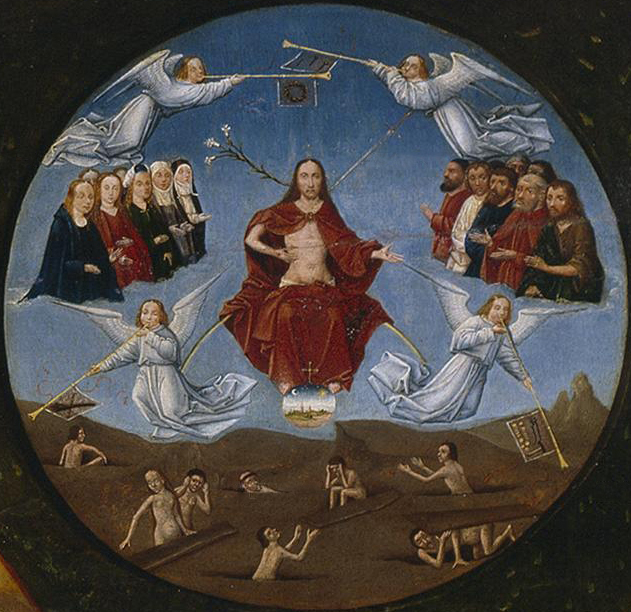
“الدينونة”